# Widmerpool
 (janvier 2024).
Widmerpool est un village du Nottinghamshire, en Angleterre.